# جان فيني
جان فيني (بالإنجليزية: Jan Finney) هي فنانة الدفاع عن النفس أمريكية، ولدت في 18 أبريل 1980 في سبرينغفيلد في الولايات المتحدة.

## وصلات خارجية
- جان فيني على موقع يو إف سي (الإنجليزية)
- جان فيني على موقع شيردوغ (الإنجليزية)
- جان فيني على موقع Tapology.com (الإنجليزية)
- جان فيني على موقع IMDb (الإنجليزية)